# Kratom
Kratom (Mitragyna speciosa) är en växtart som tillhör familjen måreväxter (Rubiaceae), dit bland annat kaffe hör. Arten beskrevs 1842 av den holländske botanikern Pieter Willem Korthals som Stephegyne speciosa.
Från och med 11 mars 2025 är kratom narkotikaklassad i Sverige.
Kratom har traditionellt använts i Sydostasien för att öka arbetskapacitet och uthärda värme. Under senare år har det blivit en alltmer populär psykoaktiv substans, då den är lättillgänglig via internet och fungerar som ett billigare alternativ till opioider utan receptkrav i många länder.
Den kemiska sammansättningen av kratom är komplex och innehåller över 40 alkaloider, där mitragynin och 7-hydroxymitragynin är de mest framträdande. Dessa fungerar som partiella agonister för människans µ-opioidreceptor, vilket tyder på en potentiell användning för smärtlindring. Men studier visar att kratom kan hämma vissa cytokrom P450-enzymer, vilket kan medföra risker vid samtidig användning av andra läkemedel.

## Beskrivning
Arten har elliptiska blad, kala eller nästan kala, med avlånga och spetsiga stipler.
Det är en imponerande trädart, ofta upp till 15 meter hög; stammen är rak, nästan cylindrisk, med brunaktig bark och tunna vedfibrer; kronan är halvsfärisk eller konisk, klädd med blad längs kanterna, och klart grön.
Grenar motsatta eller nästan kransställda, utspärrade, de övre grenarna är upprättstående, trubbigt fyrkantiga, med två motsatta sidor fårade, askgrå i färgen; smågrenarna är sammanpressat fyrkantiga, fyrfårade och kala. 

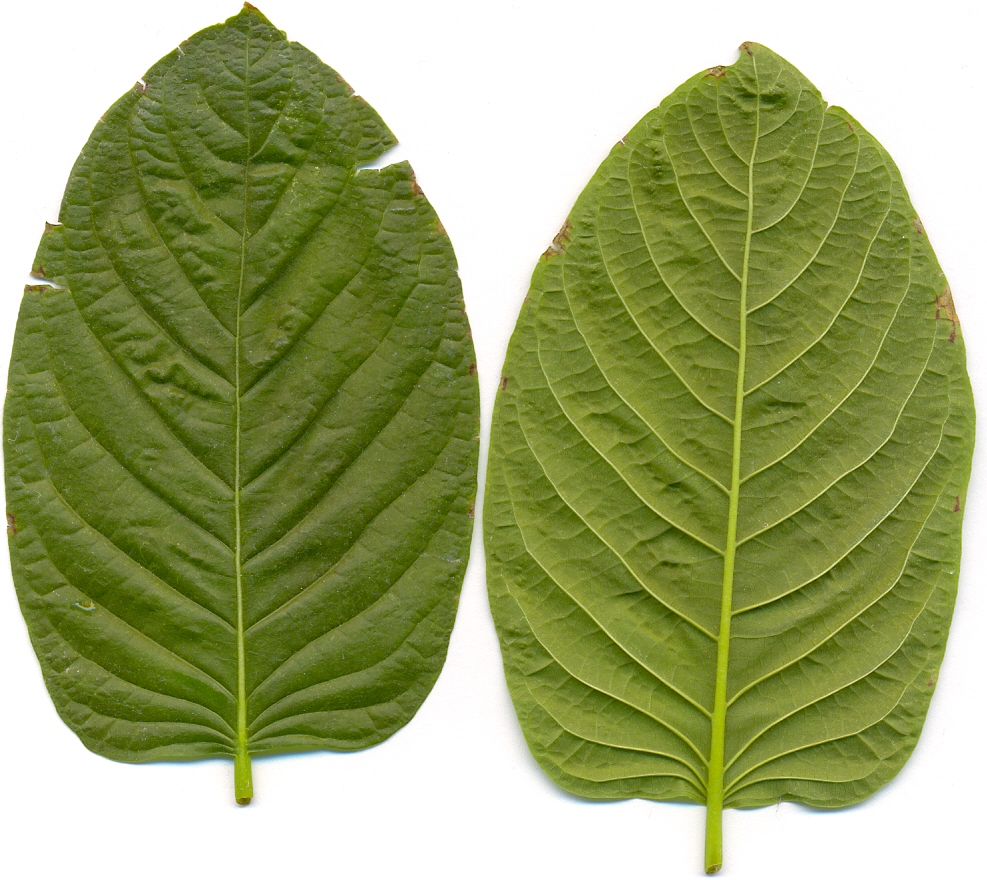
Kratombladen, fram- och baksida

Blad korsvis motsatta i par nära grenarnas spetsar, elliptiska till äggrunda, utdraget spetsiga, med en trubbig eller något hjärtformad bas, kala på båda sidor, de yngre bladen är ludna på undersidan, och har stubbig behåring i nervaxlarna, hela, 6,5 cm breda, 14 cm långa; huvudnerverna är åsformiga på undersidan, de nedre är ofta nästan horisontella och de övre upprätta, med sekundära nerver nästan parallella. Bladskaften är halvkantiga, platta på ovansidan, ofta lätt fårade, kala, 3 cm långa; stiplerna är avlånga, spetsiga och nästan kala.
Blommorna är samlade i terminala huvuden, ensamma eller i grupper om tre, skaftlösa på ett hårigt halvsfäriskt receptakel, omgivna av flera kransställda, spatel-liknande, spetsiga, kala stödblad. 
Knoppen är ellipsoid. 
Fodret är överväxande; dess rör är kort och hel. Kronan är valvat i blomningen, kal på utsidan; röret är trattformat, cylindriskt eller nästan femkantigt, hårigt på insidan, särskilt nära strupen; fliken är kal, 4-5 delad; segmenten är avlånga, spetsiga, något köttiga mot toppen.
Ståndare 4-5, växelvis med kronsegmenten vid strupen; filamenten är linjära och korta; ståndarknapparna är fästa något över basen, avlånga, med ett förlängt spetsigt bindningsorgan i toppen, trubbiga vid basen, tvåfackiga, med parallella fack som öppnar sig längsmed. 
Pollenkorn sfäriska, lätt fuktade, med en enda liten utbuktning. Skivan är skålformad, ofta femkantig. Fruktämnet är omvänt konformat, femkantigt, kalt, tvåfackigt, med många uppstigande frön i varje fack; fröna är fästa vid nedstigande, nästan cylindriska fröfästen. 
Stilen är cylindrisk, avsmalnande i båda ändarna, kal; märket är mitraformat, ihåligt, öppet i toppen. 
Kapsel skaftlös, omvänt äggformad, ofta utdraget hjärtformad, åsad, krönt med det kvarstående fodret, svartnande, kal, septifragal, tvåkapslig: kapslarna har ett skalartat endokarp, fästa vid den centrala kolumnen, runda på utsidan, platta på insidan och öppnar sig från toppen och nedåt. 
Frön talrika, fästa vid halvavrundade fröfästen, försedda med en lansettliknande bihang vid basen, uppstigande, överlappande, avlånga-äggformade, trubbiga, med en tunn kant. Fröets kärna är äggformad och placerad i mitten.

## Utbredning
Kratom är ett träd som har sin utbredning i Sydostasien i Indokina, Malaysia, Filippinerna, Indonesien, Thailand och Nya Guinea. Den odlas i Vietnam. Enligt Korthals, som först beskrev växten växer den vid floden Doessons stränder och dylika platser på Borneo.

## Användning
Kratom är ett träd med blad som är medicinskt verksamma. Bladen används för sina psykoaktiva egenskaper i framför allt i sitt utbredningsområde, men bruket har även spritt sig till andra delar av världen. Arbetare på fälten i Sydostasien tuggar bladen, ofta kontinuerligt under dagen för den domnande och stimulerande effekten. Bladen kokas också till te. Teet kan då få dunsta tills det kvarstår ett slags tjära som sväljs. Det är ovanligt att kratom röks, det anses ge dålig effekt och vara ohälsosamt.
Droger baserade på kratom, normalt med tillsats av O-desmetyltramadol (den huvudsakliga aktiva metaboliten av tramadol), säljs bland annat under namnet krypton, och har 2010 uppmärksammats av Läkemedelsverket och O-desmetyltramadol blev sedermera narkotikaklassat året efter. Det tycks huvudsakligen vara O-desmetyltramadol som stått för den dödliga verkan i dessa fall, snarare än någon substans från kratom i sig. Sedan 11 mars 2025 är växten Kratom narkotikaklassad i Sverige.
Kratom innehåller många aktiva substanser, bland annat mitragynin (som tidigare ansågs vara det primära aktiva ämnet), mitrafyllin och 7-hydroximitragynin (vilket nu anses vara det huvudsakliga aktiva ämnet i växten).
Kratom har stor potential som medicinalväxt, till exempel som smärtstillande medel jämförbart med kodein, propoxifen eller som ett alternativ till metadon. Det kan också användas som råvara för tillverkning av andra brukbara kemikalier. 